# Richard Maggiore
Richard Maggiore es un poeta y compositor de música electrónica francés de orígenes españoles (por su madre, que es de orígenes aragoneses y catalanes) e italianos (por su padre), nacido en Moissac (Tarn-et-Garonne, Francia) el 20 de octubre de 1973.
Conocido para haber escrito en 2006 un texto dedicado a su ciudad natal (llamado "Moissac, aux mille visages"), elegido por la Biblioteca de la comuna como texto de referencia de la edición 2006 de la "Primavera de los Poetas" (el "Printemps des Poètes" en francés). En 2007, 2008 y 2009, son tres otros de sus textos, titulados "Âme soeur" ("Alma gemela"), "Belle comme la nuit" ("Guapa como la noche") y "Mort de rire" ("Muerto de risa") que la Biblioteca Municipal retuvo para estas ediciones de la "Primavera de los Poetas".
Richard Maggiore ha participado en una revista literaria "Vent d'Autan poétique" de expresión francesa y occitana, como autor y miembro del comité de lectura; revista publicada bajo la égida de la delegación Mediodía-Pirineos de la "Sociedad de los Poetas y Artistas de Francia" (la SPAF), de la cual Richard Maggiore es delegado departamental· y coordinador regional.· La SPAF que acogió en su historia autores ilustres como Léopold Sédar Senghor, que recibió de ella el Grand Prix international de poésie en 1963. 

En 2022, representó a la delegación de Occitania durante el 63.er Congreso internacional de la SPAF que tuvo lugar en Sorèze (Tarn - Occitania) y durante el cual el autor y cantante Hugues Aufray fue honrado con un premio especial.
R. Maggiore ha publicado una recopilación de poesías titulada "Mémoires d'ombres et de lumières" ("Memorias de sombras y de luces").·